# Teeteto (diálogo)

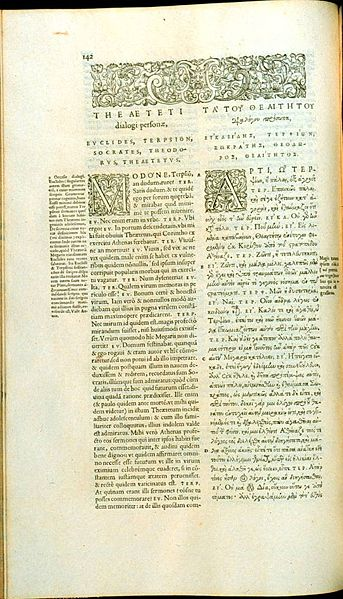
Henri Estienne, Platón, Diálogo de Teeteto página142, 1578.

Teeteto o Teetetes (en griego Θεαίτητος [Theaítētos]) es un diálogo escrito por Platón que trata sobre la naturaleza del saber y consta de una introducción y tres partes. Dentro de la obra de este escritor, se suele ubicar al Teeteto en un grupo de diálogos posteriores a la publicación de La República. Este grupo, a su vez, se encuentra dividido en dos partes que corresponden a un estilo diferente. Por un lado se encuentra el Parménides y el Teeteto y por otro el Sofista y el Político. En el primer grupo se encuentra una mayor aproximación a obras como la República y el Fedro. Mientras que en el segundo pasa lo mismo con sus obra de vejez como el Timeo y el Filebo.
Algunos autores aseguran que cada uno es continuación del otro (en el orden ya mencionado). Esto es apreciable según ciertas referencias que se hacen en cada uno de los diálogos. Tales serán trabajadas en el apartado "Fecha".

## Fecha
Con respecto a esto -y en lo que parece una constante en Platón-, se pueden encontrar varias dificultades para representar la fecha exacta del escrito. Por un lado se lo asume como posterior a la República y por otro, anterior a los diálogos llamados de vejez . Autores como Guthrielo ubican posteriormente a la segunda batalla en Corinto (369 a. C.) y anterior a la segunda visita de Platón a Sicilia. El diálogo es llamado de esa manera en honor a la muerte de Teeteto en Corinto. Aun así se cree que gran parte del diálogo, sino todo, fue escrito antes de su muerte.El autor escocés deja en claro que algunos autores lo establecen antes de la redacción de la República.
Se puede afirmar, según Guthrie, que el diálogo fue escrito aproximadamente entre los años 369 y 367 a.c.

### Cronología dramática
Al final del diálogo, Sócrates, anuncia que debe ir a la Estoa del Rey a responder a las acusaciones de Méleto. Esto lo sitúa en el año 399 a.c. próximo al juicio y muerte del maestro.

## Personajes
- Euclides de Mégara y Terpsión de Mégara. Amigos íntimos de Sócrates
- Teeteto de Atenas. Amigo de Platón. Solo un niño en el diálogo y aun así elogiado por Sócrates y Teodoro, su maestro.
- Teodoro de Cirene. Maestro tanto de Platón como de Teeteto.
- Sócrates, quien permanece en silencio.

## Resumen
El diálogo comienza con una charla introductoria en Mégara, donde se nos muestra a Euclides comentando a Terpsión como se encontró a Teeteto, apenas vivo, conducido a su casa desde el campo de batalla. Luego de recordar la profecía hecha por Sócrates (ya muerto) en la que describe al herido con un futuro brillante, los dos personajes se encaminan a la casa de Euclides. Una vez acomodados un esclavo se dispone a leerla para ellos.
En la primera parte del diálogo nos encontramos a Sócrates pidiéndole a Teodoro que le presente algún joven digno de mención y este lo acerca a Teeteto. 
Luego de las habituales preguntas de Sócrates, termina Teeteto por afirmar que el conocimiento es igual a la percepción(151a). Un análisis de esta respuesta los lleva a destacar los siguientes aspectos:
1. ¿Que se entiende por percepción?(152a).
2. ¿Cuales son las consecuencias de tal definición? ¿Que sucede con el conocimiento fruto de la locura? (158a) ¿Cómo puede presentarse Protágoras como maestro si cada uno es su propio maestro? (160 d).
3. Si conocer es percibir: Quien haya conocido pero ahora no percibe lo que ve, ¿conoce o no? (162b)
4. Conocer y percibir no es lo mismo. (184c/d)

Estas situaciones llevan a que la conclusión final sea que el conocimiento o ciencia debería pasar por la investigación del ser (186a)
Para la segunda parte del diálogo nos encontramos con que Teeteto, después que haya sido desechado que el conocimiento sea igual a la percepción, está ensayando otra definición. El conocimiento es una disciplina que formula juicios verdaderos(187).
Sócrates, como siempre, plantea algunas dudas:
Si damos por hechos que existen juicios verdaderos estamos dando por hecho la existencia de juicios falsos. ¿Cuál es la naturaleza de los juicios falsos?
1. Los juicios falsos no pueden tener su base en el saber o en el no saber (188a).
2. Parecen basarse en la confusión entre el ser y el no ser (188d)

Llegada la investigación a este punto se cuestiona si en realidad los juicios falsos se dan en la confusión que se produce al tomar lo que "es" por lo que "no es" o viceversa si tomamos el acto de opinar como algo interno. Luego de un debate se llega a la conclusión de que si se sabe lo que las cosas "son" no hay lugar para confusiones entre lo que es y lo que no es (189).
Sócrates, no contento con la definición, ensaya otra hipótesis para explicar la naturaleza de los juicios falsos: ¿Estarán relacionados con la memoria o el recuerdo?
Si así fuera se debería a lo siguiente:
1. El juicio falso se podría producir por tener no tener delante percepción o sensación pero si el recuerdo (191c).
2. El juicio falso se debería a tener conocimiento de una realidad y desconocimiento de otra y no poseer percepción de ninguna de las dos (193b)
3. El juicio falso se debería a que no tenemos conocimiento ni sensación de ninguna de las dos realidades descritas anteriormente (193c)
4. El juicio falso se debe a que se confunde la percepción con la imagen nemotécnica (193d).

Estos cuatro análisis terminan por ser falsos y llevan a Sócrates a una perplejidad absoluta, ya que si un juicio falso es igual a una confusión entre imagen y objeto parecido a tal imagen, ¿cómo explicar tal confusión en los casos en los que se trata únicamente de pensamientos íntimos?
Esto lleva a que el maestro explique, a través del Símil de la Pajarera, los juicios falsos en aquellos casos en que únicamente interviene el pensamiento consigo mismo.
En la tercera y última parte con encontramos con que rechazada la hipótesis anterior (Saber es un juicio verdadero), Teeteto ensaya una nueva definición: El conocimiento es un juicio verdadero acompañado de una razón o explicación.
Sócrates señala la necesidad de analizar críticamente esta nueva definición a través de los siguientes puntos:
1. Es necesario aclarar qué se quiere decir con los términos de razón añadida o explicación.
2. Es aceptado por la Filosofía griega que la explicación o razón añadida debe referirse siempre al todo y no a los elementos.

Sócrates somete a crítica la creencia a través del Símil de las Sílabas con un argumento que puede estructurarse y formalizarse y lo lleva a plantear otra cuestión en relación con el problema del todo y sus elementos: ¿podrían ser los elementos algo cognoscible? ¿Podría consistir el conocimiento en un saber acerca de tales elementos?

## Estructura del diálogo
En él se ve, por primera y única vez, la representación del diálogo realmente leído. Es de interés la observación de Euclides de que esté escrito abandonando los parentéticos ("yo dije"; "él estuvo de acuerdo"). Por considerarlos pesados, elige ponerlos en forma dialógica directa.
Luego de este diálogo, Platón, abandona completamente la forma narrativa.
Este diálogo se considera una adaptación brillante de la forma y el plan de los diálogos de su juventud. En él vemos el paso hacia una escritura con la forma crítica y minuciosa que luego caracterizarán al autor. También se puede encontrar a un Sócrates restituido a su más antiguo papel, lo que armoniza con la finalidad aporética, didáctica, planteando problemas y resolviéndolos. Brindando, además, recuerdos de los diálogos de juventud.
Aunque hasta ahora se ha trabajado con temas referidos a las similitudes que presenta este diálogo con respecto a los anteriores, también se puede encontrar una diferencia que lo hace casi único. En él se trata el tema del conocimiento. A diferencia de los diálogos anteriores en los que se tratan conceptos morales o estéticos, el bien, el autocontrol, la belleza o la justicia. Por primera vez, Platón, en el Teeteto, opta por hacer del conocimiento en sí el tema principal de la investigación, dejando a un lado, para el propósito que le ocupa, todas las ideas preconcebidas.
Dice Guthrie: "El enigma de este diálogo puede ilustrarse mediante dos citas. A Stoelzel le parecía una obra que se podía haber escrito para su propia época (Como un arma para su lucha contra el materialismo, el sensualismo, el empirismo y el positivismo). Richard Robinson, por otra parte, cita su tono empirista y subjetivista como algo definitivamente contrario a la teoría de las Formas. Contra esto se puede destacar que todas las teorías empíricas y subjetivas discutidas se nos presentan como un fracaso y que se podría considerar el diálogo como una demostración de su carácter inadecuado."

## La cuestión: ¿Qué es el conocimiento?
A modo socrático, Guthrie se pregunta cuáles son los criterios que debe cumplir una respuesta a este interrogante, aunque por desgracia el método utilizado en este diálogo no deja en claro cuales son. Igualmente, de forma similar a la usada en el Menón, la hipótesis acaba sosteniéndose en el hecho de que sea lo que sea el conocimiento, tiene que ser algo bueno y beneficioso en sus efectos (87d-e), del mismo modo también ciertos criterios, mediante los cuales van a juzgarse los términos postulados como candidato al nombre.
Así, nos enteramos que el conocimiento tiene que ser verdadero e infalible (152c, 160d, 200c, 209b) y su objeto tiene que existir (152c, 186c) y ser estable, porque no puede existir conocimiento de lo que está siempre cambiando (182e). Tiene que ser el resultado de una experiencia de primera mano, no un rumor (201b-c) y tiene que incluir a una creencia cierta, más la capacidad de ofrecer una explicación de lo que uno cree o reconoce. Lo que no posee lógos no puede conocerse (202d, 205e). Aunque al finalizar el diálogo se admite que estas condiciones no son suficientes para construir conocimiento.
El autor de la Historia de la Filosofía Griega cita, a modo de comparación, lo que se ha considerado definición clásica del conocimiento en los tiempos modernos. Aunque expresada en varios términos, viene a resultar la siguiente: 
1. Si él cree en p. (Donde p es una proposición)
2. Si él posee una prueba adecuada en favor de p.
3. Si p es verdadero.

Así, de acuerdo con la definición clásica, el conocimiento se justifica como creencia verdadera u opinión verdadera combinada con la razón. Esta definición es muy similar a la tercera de las tres definiciones que Platón discute y al final rechaza, pero hay una diferencia, ya que mientras el método moderno solo habla del conocimiento bajo la forma de una proposición (conocimiento de hechos), mientras que en Platón es más bien una especia de conocimiento de las cosas, no de un "conocimiento de", sino del conocimiento con un objeto directo y sustantivo.